# 云南普达措国家公园
27°49′30″N 99°59′43″E / 27.82500°N 99.99528°E
云南普达措国家公园是一座位于中国云南省迪庆藏族自治州香格里拉市境内的国家公园。该国家公园拥有湖泊湿地、森林草甸、河谷溪流、珍稀动植物等丰富的生态资源，原始生态环境保存完好。
普达措国家公园是中国云南省林业厅确立的第一个国家公园。国家发展改革委于2016年追认了其地位。

## 历史

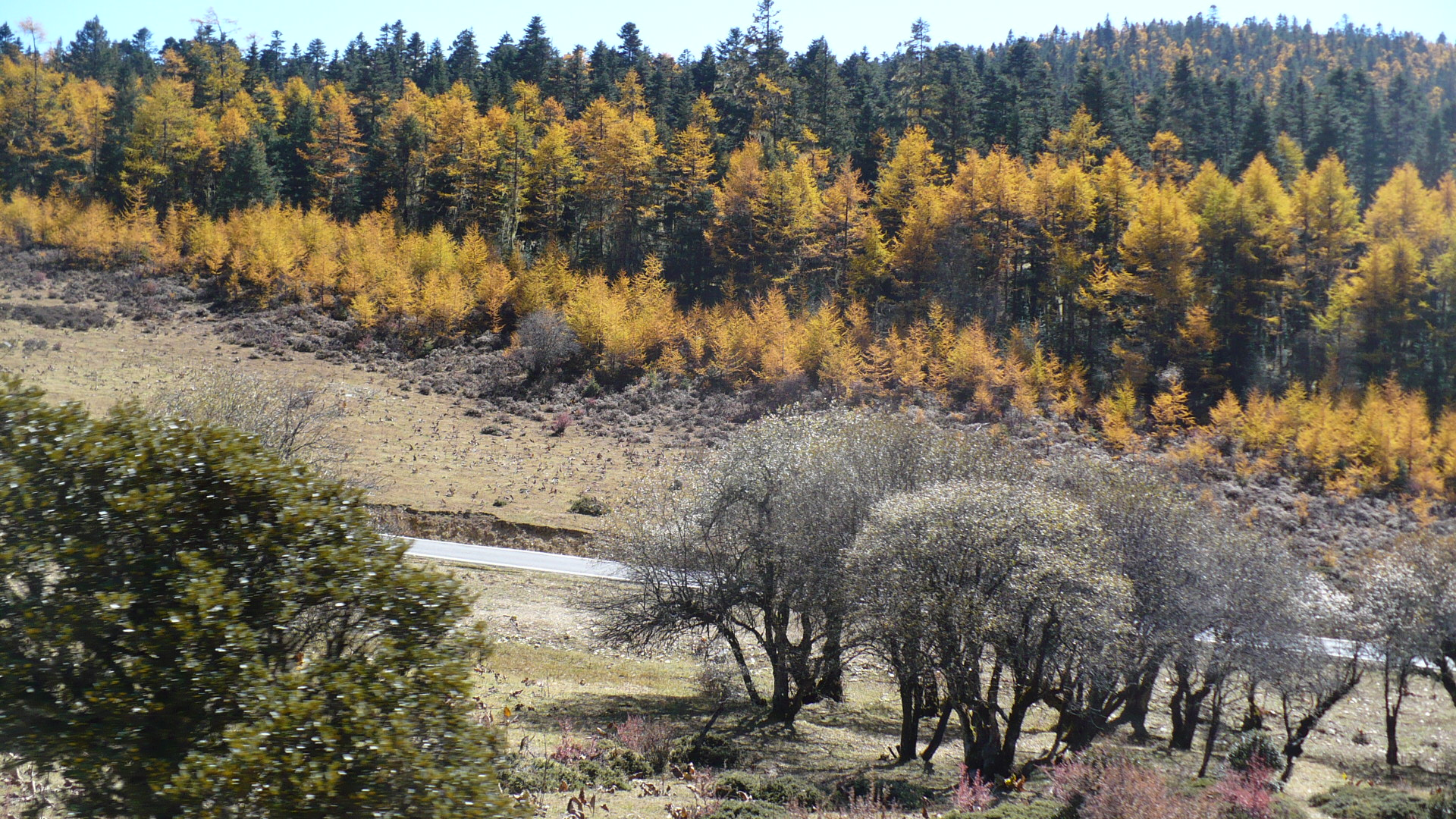
普达措国家公园内的红杉林。

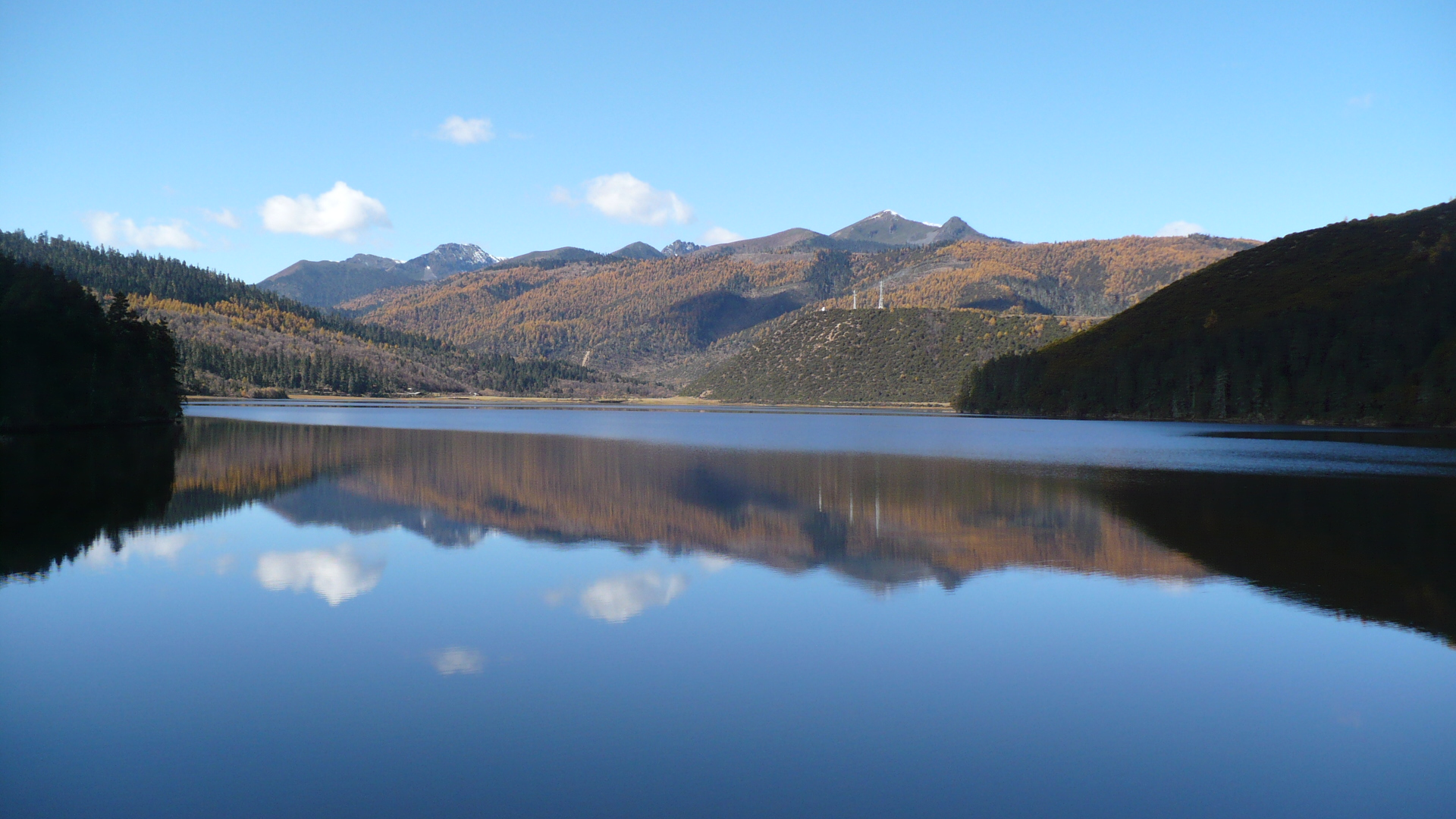
普达措国家公园碧塔海景区。

“普达措”之名来源于藏语，系“碧塔海”的梵文音译，意为“舟湖”。关于普达措的最早文字记载是1604至1674年间以藏传佛教噶玛巴活佛第十世法王为主题创作的《曲英多杰传记》第五十页。该书描述了建塘附近的普达湖与湖心小岛，并记载了当地的草甸地貌和植物分布。
1982年，碧塔海周围14,181公顷土地被划为省级自然保护区，纳帕海附近2,400公顷被划为省级自然保护点。1998年，迪庆州人民政府宣布禁伐天然林，以加强生态保护。2004年，迪庆藏族自治州与云南省人民政府研究室合作，组织开展了碧塔海—属都湖高原湖泊、高山草甸保护管理模式的研究。2006年2月，云南省人民政府召开滇西北旅游现场办公会，决定建设香格里拉国家公园系列景区。同年，云南省林业厅自行批准建立了普达措国家公园，这是中华人民共和国首个以“国家公园”名义设立的自然保护地。其后，迪庆藏族自治州成立了普达措国家公园管理局。2006年8月1日，普达措国家公园开始对外开放试营业。随后，云南省开始建立“云南省国家公园体系”，并得到了国家林业局的批复。云南省自此开始在“条件成熟的自然保护区”试点建设国家公园。当年9月，云南省正式在省林业厅下设置“国家公园管理办公室”，这是中华人民共和国首个省级国家公园专门管理机构。
2007年6月21日，普达措国家公园正式揭牌。2008年，北京奥运会火炬接力香格里拉站的传递在普达措进行。2012年11月，普达措国家公园被国家旅游局列入国家5A级旅游景区。
2015年1月20日，国家发展和改革委员会、中央机构编制委员会办公室等13个部门联合印发《建立国家公园体制试点方案》，提出在北京、吉林、云南等9个省份开展国家公园体制试点。2016年，中华人民共和国国家发展和改革委员会将云南普达措国家公园列为国家公园体制试点，试点区域包括建塘镇、洛吉乡、格咱乡境内的碧塔海自然保护区、属都湖、弥里塘、洛茸村、尼汝村、南宝古冰川遗迹等，试点面积为602.1平方公里。公园覆盖3个乡镇、5个行政村中的43个自然村，区内人口6600余人。
2018年8月29日，香格里拉普达措国家公园管理局（碧塔海省级自然保护区管护局）正式成立，为一个机构两块牌子，由迪庆州人民政府领导、云南省国家公园管理办公室业务指导与监督。改变了原普达措国家公园管理局与原碧塔海省级自然保护区管理所两机构分治的局面。2018年10月，香格里拉普达措国家公园管理局上收云南省人民政府管理。

## 地质与生物

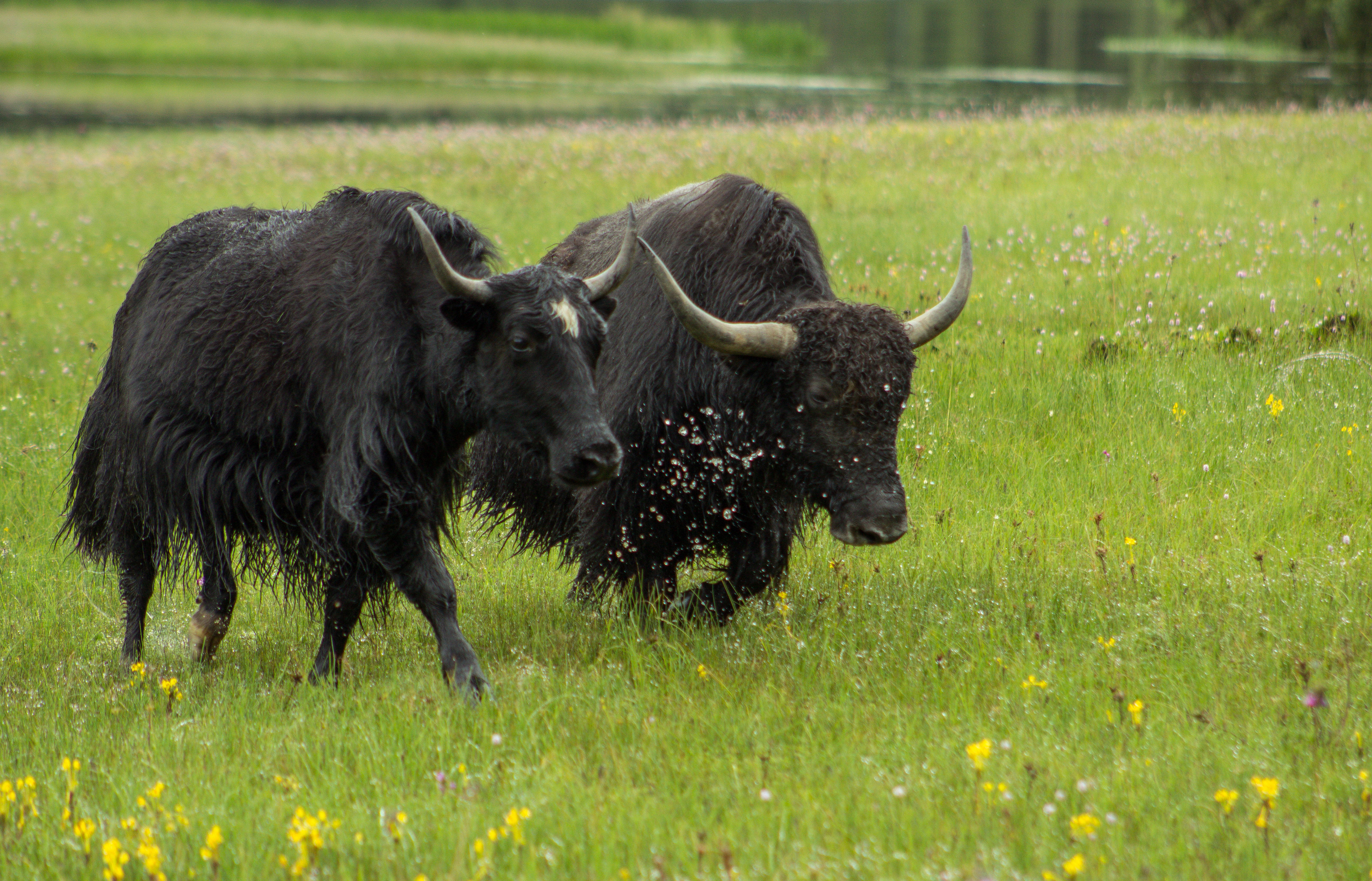
普达措国家公园内的牦牛。

普达措国家公园位于世界自然遗产三江并流中心地带，距香格里拉市区22公里，总面积约601.1平方公里。公园处于滇西北亚高山寒温性针叶林植被带，最高点在弥里塘北部山顶，海拔4159.1米；最低点在碧塔海东部金子沟，海拔3200米，相对高差959米。

普达措国家公园的植被以长苞冷杉为主，也分布有大量的杜鹃、忍冬、云杉、红桦等植被。在碧塔海四周以及湖中的岛上也生长有云杉、高山栎、白桦等植物。从草甸和水生植物上看，主要为蒿草草甸，水生植被主要为香满群落、光叶眼子和菜群落。在普达措国家公园的森林中栖息有麝、熊、豹、金猫等动物。据香格里拉高山植物园园长方震东表示，受1990年代开始实施的天然林保护工程及当地藏民族保护自然的传统习俗影响，香格里拉地区的森林草甸的原真性保存较好，未如低海拔地区一般受到农耕或人工种植的影响。

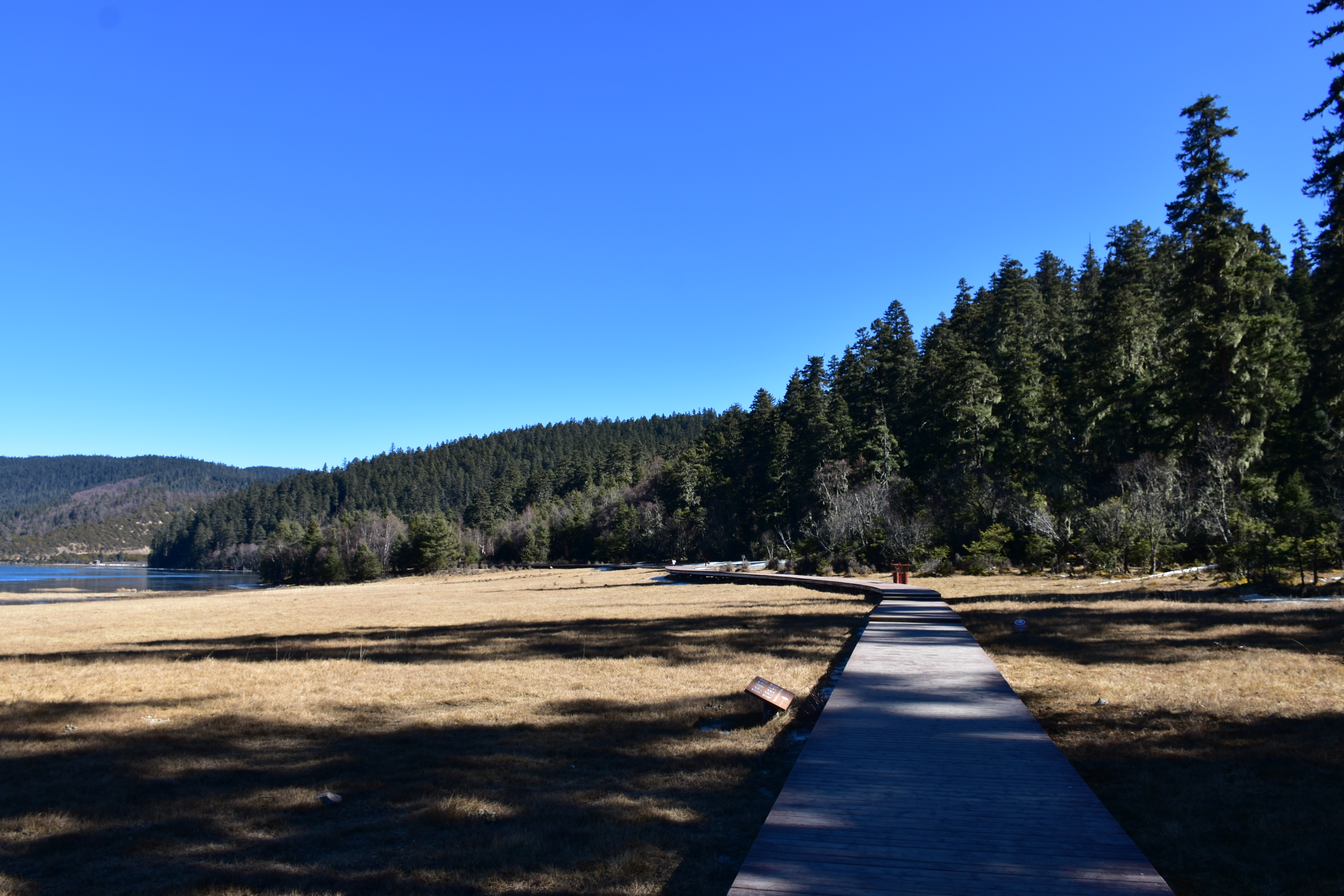
普達措國家公園棧道冬季景色。

## 旅游与管理

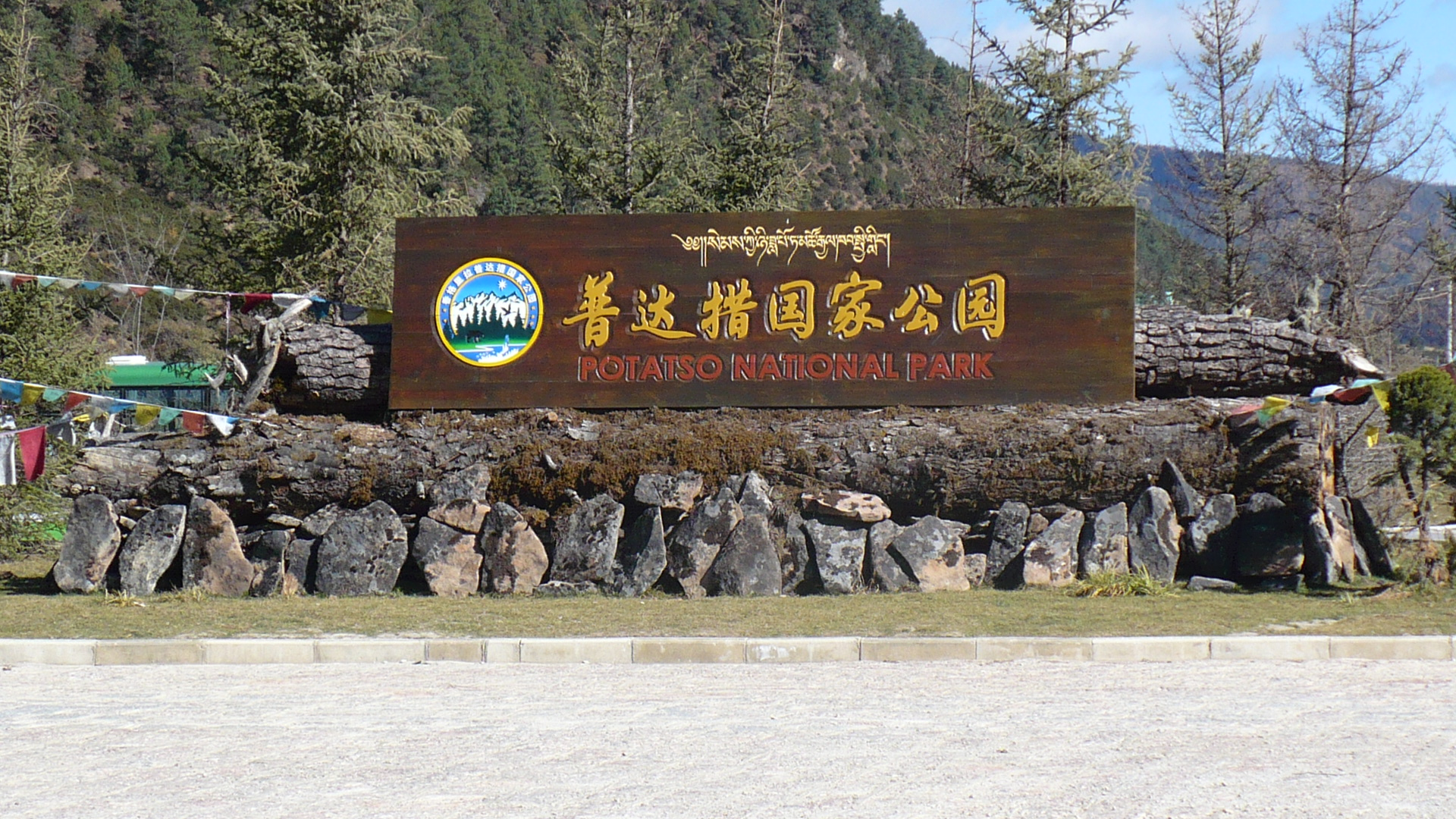
普达措国家公园大门。

普达措国家公园管理局指，截至2018年，普达措国家公园共接待访客1173.7万人次，实现旅游收入23.883亿元。普达措国家公园行政管理权限归属普达措国家公园管理局，景区经营权限则属迪庆州旅游集团有限公司普达措旅业分公司。
普达措国家公园分为属都湖、碧塔海两大景区。属都湖又称属都岗湖，属都湖四面树木环绕，海拔3705米，积水面积15平方公里，是香格里拉县最大的淡水湖泊之一。碧塔海为断层构造湖，湖面呈海螺形状，长3000米，宽700米，海拔3504米，水深40米，面积60公顷。藏语中“碧塔”意为株树成毡的地方，碧塔海的水由雪山的融雪和溪流汇聚而成。晚上杜鹃花的花瓣落下，被湖中的鱼误食，由于杜鹃花里含有微量的神经毒素，鱼吃多了就会浮在水面上，这就是当地著名奇观的杜鹃醉鱼。

## 保护与威胁

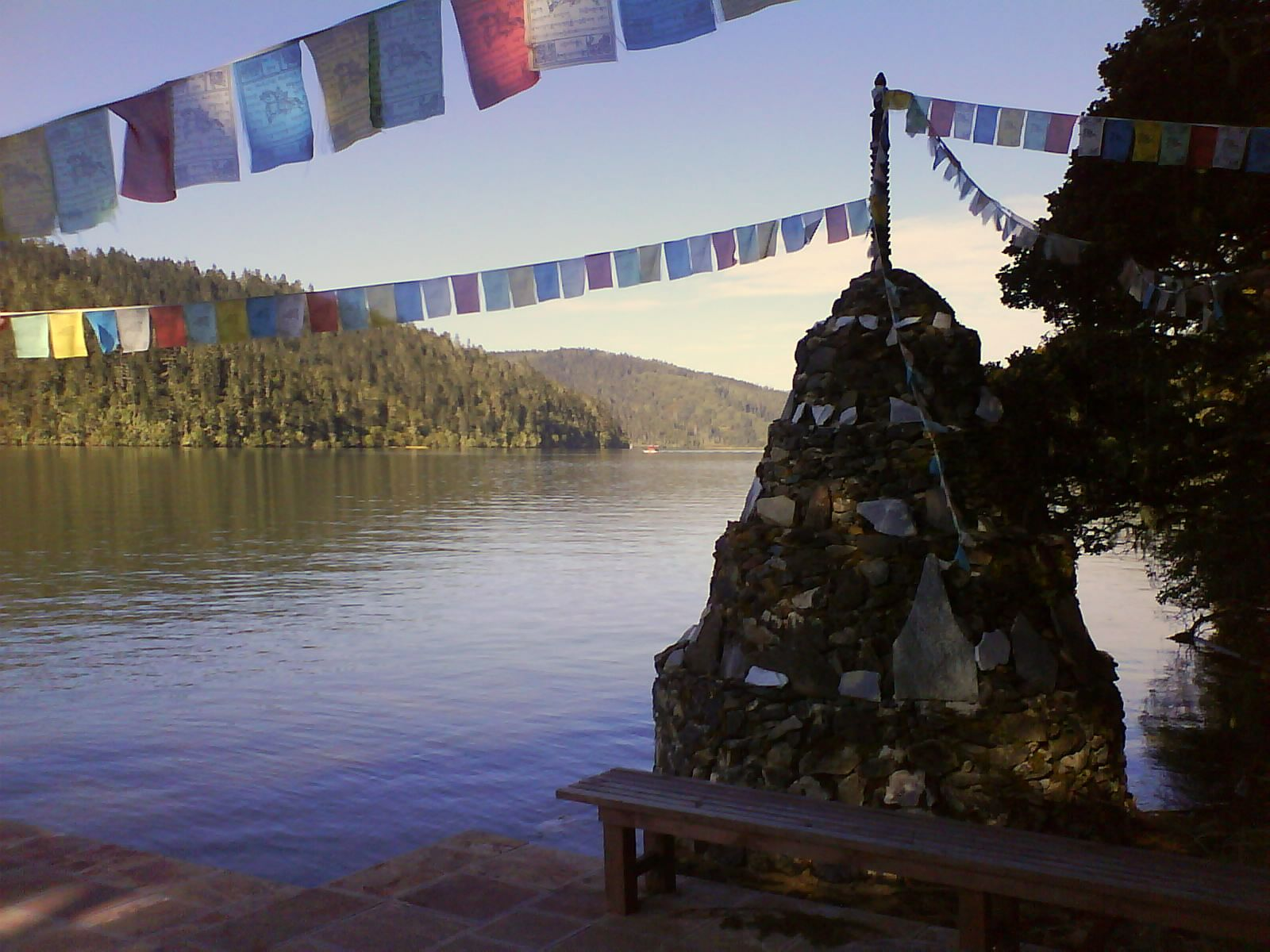
碧塔海畔的普达措文殊殿一景。

普达措国家公园设立初期，学者田世政、杨桂华曾批评云南省地方自行主导的国家公园管理模式存在缺陷。并指在2007年普达措国家公园边沿地区的一起重大火灾中，各管理部门间相互推诿卸责，体现了公园缺乏完善的管理体制和统一的管理机构。
在国家发改委主导的国家公园试点评审阶段，专家组曾批评普达措景区的运营模式是“公司主导、旅游本质”，批评该区域旅游开发过度，并一度反对将其列入国家公园试点。2016年国家发改委批复设立国家公园后，公园管理局将2006年以前在景区内开业的牵马、烧烤等业者引导退出公园经营，并给予补偿，累计补偿金额达1.5亿元。2017年，中央环境保护督察组对普达措国家公园碧塔海核心区及缓冲区内开展旅游活动、实验区旅游活动过度的问题提出批评。其后，管理部门移除了碧塔海周边的游船、餐厅和涉水服务设施。澎湃新闻认为，普达措国家公园囿于历史原因而形成的管理权、经营权分离的体制，将影响该公园搬迁腾退后的生态反哺工作。